# Фидровский, Владимир Викторович
Владимир Викторович Фидровский (1872 — не ранее 1920) — полковник 104-й артиллерийской бригады, герой Первой мировой войны. Участник Белого движения на Юге России, генерал-майор.

## Биография
Православный. Из потомственных дворян. Уроженец Радомской губернии.
Окончил Полоцкий кадетский корпус (1890) и 3-е военное Александровское училище (1892), откуда выпущен был подпоручиком в 4-ю вылазочную батарею Ивангородской крепостной артиллерии.
В 1895 году был переведен в 18-ю артиллерийскую бригаду. Произведен в поручики 28 июля 1896 года, в штабс-капитаны — 19 июля 1898 года, в капитаны — 29 августа 1904 года. 1 декабря 1904 года переведен в 55-ю артиллерийскую бригаду, 11 февраля 1906 года — в 18-ю артиллерийскую бригаду, 15 марта того же года — в 30-ю артиллерийскую бригаду, 14 января 1907 года — в 17-ю артиллерийскую бригаду, 29 сентября того же года — в 1-ю запасную артиллерийскую бригаду и, наконец, 17 октября 1908 года — в 26-ю артиллерийскую бригаду. 31 августа 1910 года переведен в 36-ю артиллерийскую бригаду, а 3 сентября того же года произведен в подполковники на вакансию.
3 августа 1911 года назначен командиром 6-й батареи 4-й артиллерийской бригады. 31 августа того же года назначен командиром 4-й батареи 45-й артиллерийской бригады, с которой и вступил в Первую мировую войну. Пожалован Георгиевским оружием
За то, что 16 августа 1914 года в бою у дер. Недржвица-Мала, 27 августа — у д. Петровице и 12 декабря у д.д. Уневель и Целестинов, находясь в положении исключительной опасности на передовом наблюдательном пункте, в сфере действительного ружейного огня, корректировал огонь своей батареи и содействовал отбитию атак противника, нанеся ему решительное поражение.
4 февраля 1916 года произведен в полковники «за отличия в делах против неприятеля», а 10 февраля назначен командиром 2-го дивизиона 104-й артиллерийской бригады. В 1917 году был награждён орденом Св. Георгия 4-й степени.
В Гражданскую войну участвовал в Белом движении в составе Добровольческой армии и ВСЮР. Состоял в управлении начальника армейской артиллерии, осенью 1919 года — командир 2-го дивизиона 4-й артиллерийской бригады. Произведен в генерал-майоры 1 февраля 1920 года на основании Георгиевского статута. Дальнейшая судьба неизвестна.

## Награды
- Орден Святого Станислава 3-й ст. (1899)
- Орден Святой Анны 3-й ст. (ВП 17.05.1904)
- Орден Святого Станислава 2-й ст. (ВП 23.06.1907)
- Орден Святого Владимира 4-й ст. с мечами и бантом (ВП 22.05.1915)
- Георгиевское оружие (ВП 16.08.1916)
- Орден Святой Анны 2-й ст. с мечами (ВП 26.09.1916)
- мечи к ордену Св. Станислава 2-й ст. (ВП 4.12.1916)
- Орден Святого Владимира 3-й ст. с мечами (ВП 7.01.1917)
- Орден Святого Георгия 4-й ст. (Приказ по 8-й армии от 6 сентября 1917 года, № 2859)